# Amblypodia aglais
Amblypodia aglais är en fjärilsart som beskrevs av Felder 1865. Amblypodia aglais ingår i släktet Amblypodia och familjen juvelvingar. Inga underarter finns listade i Catalogue of Life.